# Storbritanniens herrlandslag i innebandy
Storbritanniens herrlandslag i innebandy representerar Storbritannien i innebandy på herrsidan.

## Historik
Laget spelade sin första landskamp den 4 april 1999, då man spelade 2-2 mot Belgien.

### Fotnoter
1. ↑  ”International Floorball Federation”. http://www.floorball.org/default.asp?kieli=826&sivu=153&alasivu=153. Läst 22 augusti 2011.